# Емулен
Емулен (фр. Esmoulins) насеље је и општина у источној Француској у региону Франш-Конте, у департману Горња Саона која припада префектури Везул.
По подацима из 2011. године у општини је живело 156 становника, а густина насељености је износила 34,82 становника/km². Општина се простире на површини од 4,48 km². Налази се на средњој надморској висини од 196 метара (максималној 213 m, а минималној 188 m).

## Демографија
| 1962. | 1968. | 1975. | 1982. | 1990. | 1999. | 2011. |
| ----- | ----- | ----- | ----- | ----- | ----- | ----- |
| 80    | 88    | 84    | 140   | 130   | 113   | 156   |

График промене броја становника у току последњих година